# Daz Sampson
Darren "Daz" Sampson (n. 1974 în Stockport, Greater Manchester) este un cântăreț britanic care și-a reprezentat țara la ediția din 2006 a concursului Eurovision.
1. ↑  Daz Sampson